# Медаль «За героїзм» (Ізраїль)
Медаль «За героїзм» (‏івр. עיטור הגבורה‏ — Ітур ха-Гвура) — найвища військова нагорода Ізраїлю.
Заснована Кнесетом Ізраїлю 1970 р. Згідно з законом було нагороджено військовослужбовців за дії до 1970 р., а також медаль була вручена всім особам, які отримали звання Герой Ізраїлю. Нагородження медаллю здійснюється Міністром оборони за поданням Начальника Генерального Штабу.
Всього медаллю нагороджені 40 чоловік: 12 — за дії під час Війни за незалежність, 4 — за Синайську кампанію, 12 — за Шестиденну війну, 1 — за Війну на виснаження, 8 — за Війну Судного дня, 3 — за операції відплати.
Останнє нагородження було в 1975 р. за дії під час Війни Судного дня. 16 нагороджень було здійснено посмертно.

## Дизайн
Дизайн медалі розроблений лауреатом Премії Ізраїлю художником Даном Райзингером.
Медаль має форму Зірки Давида, на лицьовій стороні зображено меч і гілка оливи. Кріпиться до стрічки жовтого кольору, по асоціації з жовтими шестикінечними зірками, які євреї були змушені носити в часи Голокосту. Для носіння на повсякденній формі введена колодка кольору стрічки медалі. При повторному нагородженні замість другої медалі на колодці або на стрічці носиться знак, який є мініатюрною копією медалі.
Медаль виготовляється Державною компанією монет і медалей з срібла 935 проби, вага медалі 25 грам.